# Xabiero Cayarga
Xabiero Cayarga (Cangas de Onís, España, 1967) es un escritor en lengua asturiana, licenciado en filología inglesa, y profesor de español en Dortmund.
En 1994 publicó la novela El boleru de Xabel (Premio de Narraciones de la Academia de la Lengua Asturiana), con la que se dio a conocer. Es también autor de varios libros de cuentos, Les gatileres del cielu (1994), Güelgues sobre'l llagu (1996) y A flor de piel (2000). Además, ha publicado cuentos en revistas como Lletres Asturianes, Santa Casa, Lliteratura y Sietestrellu y su narrativa aparece representada en la Antoloxía del cuentu asturianu contemporaniu de Ángel Álvarez Llano (1994) y en la Muestra de nuevos narradores (1997), de Ramón Lluís Bande.
En 2000 publicó su primer libro de poesía, El deliriu d'esclavu, un amplio registro de composiciones centradas en los sentimientos y en la pasión amorosa. En ese mismo año obtuvo el Premio de Poesía Teodoro Cuesta por su obra Pequeña Europa, un conjunto de poemas de tradición variada en los que destaca la gran riqueza expresiva. En él, el autor elabora su poesía con hechos cotidianos, como un recuerdo, una lectura o un viaje.
En 2005, obtuvo el Premio de Poesía Juan María Acebal por su poemario Les llingües de la Hidra, y en 2006 publicó su segunda novela, Trastes de bufarda. 
Volvió a la narrativa en el año 2011 al publicar El sol negru de Wewelsburg, ambientada en Alemania, con la que ganó el Premio Crítico de las Letras Asturianas en 2012. En 2011 publicó también La ñeve del cuquiellu, por el que la tertulia lliteraria Malory le concedió el premio a Mejor Libro en Asturiano del Año, y por el que ganó también los Premios Críticos de las Letras Asturianas en la categoría de poesía.
En 2017, la editorial Saltadera publicó en un único volumen (El cuentu atrás) un repaso de los últimos 25 años de trabajo de Cayarga. Se trata de una antología de la obra publicada por Cayarga, a la que el autor añade catorce cuentos inéditos y algunos otros publicados en medios de poca difusión. Por este libro, Cayarga obtuvo el Premio de la Crítica de 2018 por su «lenguaje cercano y coloquial, además de la narración en distintos y múltiples registros. Una narrativa penetrante, atenta a los detalles y que se adentra en la singularidad del mundo individual frente a la realidad cotidiana y globalizada», en palabras del jurado.
Cayarga colabora también con revistas literarias como Campo de los Patos, así como con el semanario Les Noticies, en la sección A deslláu.